# محافظة هادونغ
محافظة هادونغ ((هانغل: 하동군): هادونغ غون) هي محافظة تقع في مقاطعة غيونغسانغ الجنوبية، كوريا الجنوبية. وبلغ عدد سكانها 50،177 نسمة، عام 2013.

## توأمة
لمحافظة هادونغ اتفاقيات توأمة مع:
- زانغجياجي

## وصلات خارجية
- الموقع الإلكتروني لحكومة المحافظة
- Tour Page